# 心の森ミュージアム 遊童館
心の森ミュージアム 遊童館（こころのもりミュージアム ゆうどうかん）は、岐阜県郡上市にある私設美術館（個人美術館）。
遊童館とも称する。

## 概要
郡上市（旧・郡上郡八幡町）出身の画家・造形作家・絵本作家である水野政雄の作品を展示する美術館である。1990年（平成2年）開館。2002年（平成14年）増改築を行った。
油彩、木彫、和紙絵、和紙人形、木ぼっくり（木の小枝から生み出した森の妖精）などを展示する。また、紙皿や紙コップ、折り紙を用いたオリジナルクラフトの製作体験が体験できる。
やなか水のこみち（八幡町新町から八幡町稲荷町にかけて整備された玉石が敷き詰められ小道）沿いにあり、齋藤美術館、奥美濃おもだか家民芸館、心の森ミュージアム 遊童館を合わせて、やなか三館の通称がある。
岐阜県まちかど美術館・博物館に登録されている。

## 施設概要
1階
- ミュージアムショップ
- オリジナルクラフト体験

2階
- 油彩
- 木彫
- 和紙絵
- 木ぼっくり

3階
- 和紙人形
- 郡上踊りポスター　（原画）[4][1][5]

## 利用案内
- 所在地：岐阜県郡上市八幡町島谷846
- 開館時間：9：00 - 17：00
- 休館日：木曜日、1月、2月
- 入館料：大人400円　小中学生200円

## 交通アクセス

### 公共交通機関
- 長良川鉄道越美南線 郡上八幡駅下車、徒歩で約20分。
- 城下町プラザ（バスターミナル）より徒歩約5分。
  - 岐阜バス高速八幡線・高速白川郷線、白鳥交通八幡白鳥線、八幡観光バス明宝線・和良線、平成エンタープライズVIPライナー、まめバス、郡上市自主運行バス小駄良線が乗り入れる。

### 自動車
- 東海北陸自動車道 郡上八幡ICより約5分。

## 周辺施設
- 奥美濃おもだか家民芸館 ※2019年より休館中
- 齋藤美術館
- 郡上八幡樂藝館
- 郡上八幡旧庁舎記念館
- 八幡信用金庫本店
- 大垣共立銀行八幡支店
- 宗祇水